# Ožbalt
Ožbalt – wieś w Słowenii, w gminie Podvelka. W 2018 roku liczyła 265 mieszkańców.